# Dwór w Kobylnikach (powiat kościański)
Dwór w Kobylnikach – dwór (budynek) z XVIII w. we wsi Kobylniki (powiat kościański) wpisany do rejestru zabytków nieruchomych województwa wielkopolskiego.
Dwór wybudowany w czwartej ćwierci XVIII w. i przebudowany na początku XIX w., kiedy właścicielami byli Kwileccy herbu Szreniawa. Od frontu fronton  typu fr. circulaire (zakończony półkoliście) zawierający herb Szreniawa.
Obiekt jest częścią zespołu dworsko-folwarcznego z XVIII-XIX w., w skład którego wchodzą jeszcze:
- oficyna - dom ogrodnika[3],
- park z aleją dojazdową[4],
- folwark[5]:  
  - spichrz
  - stajnia z wozownią
  - stodoła
  - budynek mieszkalny[1].

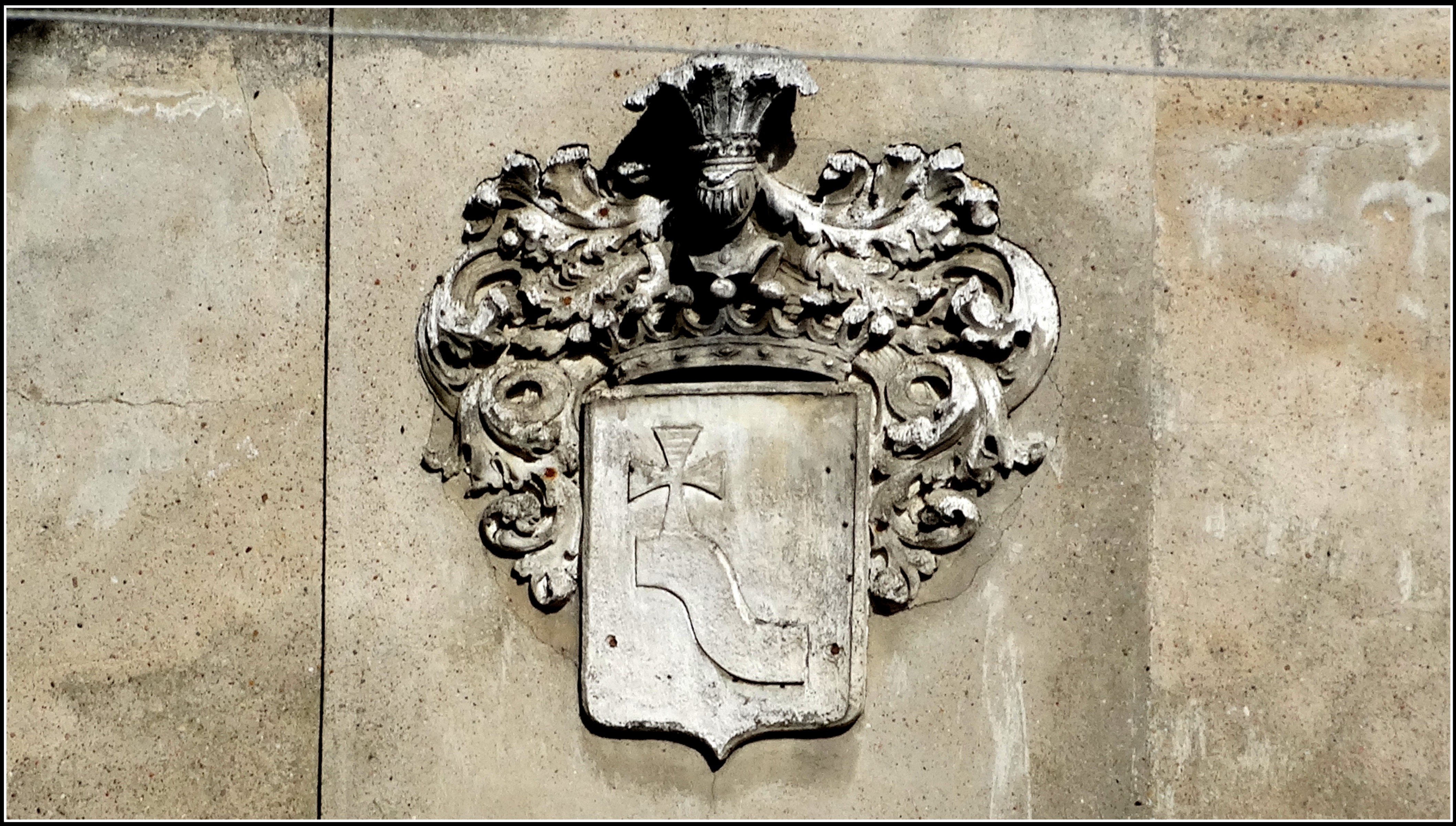
Herb Szreniawa Kwileckich
Herb Szreniawa Kwileckich